# 葉卡捷琳諾斯拉夫卡村委員會 (阿穆爾州)
叶卡捷琳诺斯拉夫卡村委员会（俄语：Екатеринославский сельсовет）是俄罗斯联邦阿穆尔州十月区所属的一个村委员会。其下辖有3个居民点，行政中心为叶卡捷琳诺斯拉夫卡。据2016年统计，该村委员会的人口为9388人。